# Halosydnella elegans
Halosydnella elegans är en ringmaskart som först beskrevs av Johan Gustaf Hjalmar Kinberg 1858.  Halosydnella elegans ingår i släktet Halosydnella och familjen Polynoidae. Inga underarter finns listade i Catalogue of Life.